# Březůvky
Březůvky település Csehországban, a Zlíni járásban. Březůvky Doubravy, Hřivínův Újezd, Želechovice nad Dřevnicí, Provodov, Ludkovice és Březnice településekkel határos. Lakosainak száma 775 fő (2024. január 1.).

## Népesség
A település lakosságának változását az alábbi diagram mutatja:
| Lakosok száma | 464  | 638  | 674  | 791  | 686  | 655  | 679  | 693  | 693  | 775  |
|               | 1869 | 1900 | 1921 | 1961 | 1980 | 2011 | 2016 | 2019 | 2021 | 2024 |